# Guane
I Guane erano un popolo indigeno della Colombia. 
Appartenevano al ceppo linguistico Chibcha e avevano frequenti contatti con il popolo dei Muisca.
I Guane vivevano nell'area che oggi è occupata dal dipartimento colombiano del Santander.
L'arrivo nella regione del "Conquistador" tedesco Ambrosio Alfinger nel 1531 fu distruttivo per i Guane, che probabilmente furono decimati dalle malattie portate inconsapevolmente dagli europei.
Negli anni successivi lo spagnolo Martìn Galeano attuò un sistematico genocidio dei pochi Guane rimasti che si estinsero del tutto nel secolo XVII.
I Guane hanno lasciato dei petroglifi nelle montagne adiacenti alla Mesa de los Santos, un altipiano situato nel dipartimento del Santander.
Sulla loro cultura, si sa che adoravano il sole.
Lo scrittore colombiano Jaime Alvarez Gutierrez ritiene che i Guane abbiano sviluppato uno stupefacente calendario di 260 giorni oltre ad un calendario di 365 giorni.
Il calendario Guane, che Gutierrez ritiene di grande valore, paragonabile al calendario azteco o al calendario maya, è costituito da 15 pezzi di pietra ovoidale forata e intagliata. Attualmente le pietre intagliate sono oggetto di studio.
Ultimamente il ricercatore colombiano Alejandro Navas ha studiato la caverna del Guerrero individuandola come la tomba del cacique Guanentà e ha documentato e registrato molti siti archeologici Guane.